# Флеминг (тауншип, округ Пайн, Миннесота)
Флеминг (англ. Fleming) — тауншип в округе Пайн, Миннесота, США. На 2000 год его население составило 115 человек.

## География
По данным Бюро переписи населения США площадь тауншипа составляет 93,7 км², из которых 93,6 км² занимает суша, а 0,1 км² — вода (0,08 %).

## Демография
По данным переписи населения 2000 года здесь находились 115 человек, 43 домохозяйства и 31 семья. Плотность населения —  1,2 чел./км². На территории тауншипа расположена 121 постройка со средней плотностью 1,3 построек на один квадратный километр. Расовый состав населения: 97,39 % белых, 0,87 % коренных американцев, 0,87 % — других рас США и 0,87 % приходится на две или более других рас. Испанцы или латиноамериканцы любой расы составляли 1,74 % от популяции тауншипа.
Из 43 домохозяйств в 25,6 % воспитывались дети до 18 лет, в 62,8 % проживали супружеские пары, в 11,6 % проживали незамужние женщины и в 25,6 % домохозяйств проживали несемейные люди. 20,9 % домохозяйств состояли из одного человека, при том 11,6 % из — одиноких пожилых людей старше 65 лет. Средний размер домохозяйства — 2,67, а семьи — 3,09 человека.
23,5 % населения — младше 18 лет, 9,6 % — в возрасте от 18 до 24 лет, 17,4 % — от 25 до 44, 27,8 % — от 45 до 64, и 21,7 % — старше 65 лет. Средний возраст — 44 года. На каждые 100 женщин приходилось 82,5 мужчин. На каждые 100 женщин старше 18 приходилось 91,3 мужчин.
Средний годовой доход домохозяйства составлял 26 875 долларов, а средний годовой доход семьи —  52 500 долларов. Средний доход мужчин —  63 125  долларов, в то время как у женщин — 23 750. Доход на душу населения составил 15 441 доллар. За чертой бедности не находилась ни одна семья и 4,3 % всего населения тауншипа.